# لياندرو ألفيس دي كارفاليو
لياندرو ألفيس دي كارفاليو (بالبرتغالية: Leandro Alves de Carvalho‏) هو لاعب كرة قدم برازيلي في مركز الوسط، ولد في 21 سبتمبر 1996 في ريو دي جانيرو في البرازيل. لعب مع نادي فلامنغو.

## وصلات خارجية
- لياندرو ألفيس دي كارفاليو على موقع قاعدة بيانات كرة القدم.إي يو (الإنجليزية)
- لياندرو ألفيس دي كارفاليو على موقع Soccerway.com (الإنجليزية)